# Миндер
Миндѐр е сковано от дъски място за сядане, което е разположено по дължината на една или две от стените в стаята.
Височината им е около 45 cm, а широчината 50 – 55 cm. Неподвижните имат форма на продълговат сандък, който е разделен от вътре с прегради. Служи за съхраняване на вещи. Подвижните миндери се състоят от две-три дъски, които са заковани в двата края за дървени стойки.
Обикновено е постлан с черги и украсен с ястъци (възглавници). Облегалката му достига височината на парапета под прозореца. В единия си край има сандъче за тефтери. Думата има арабски произход.